# Myrhorod
Myrhorod (ukrainska: Миргород lyssna (fil); ryska: Миргород, Mirgorod) är en stad i Poltava oblast i centrala Ukraina. Staden är belägen intill floden Chorol, cirka 79 kilometer nordväst om Poltava. Myrhorod beräknades ha 37 886 invånare i januari 2022.

## Historia
Myrhorod grundades i mitten av 1500-talet och år 1575 fick den status som center för kosackregemente av Polens kung Stefan Batory. Till följd av Myrhorodregementets deltagande i kosackupproret åren 1637–1638 upplöstes det. Staden tillhörde Jeremi Wiśniowiecki fram till år 1648 då den intogs av kosacker och återupprättades som regementsstad. Den hade en viktig betydelse i kosack–polska kriget 1648–1657. Åren 1690–1691 gjorde Myrhorodregementet uppror mot hetman Ivan Mazepa. Myrhorod blev centralort i guvernementet Poltava år 1802 och blev en välmående handelsstad. Ekonomiskt utvecklades Myrhorod när den blev kurort 1912–1914 och till följd av olje- och gasutvinning under 1950-talet.
"Mirgorod" är namnet på en samling berättelser av Nikolaj Gogol från 1835 som innehöll kortversionen av romanen Taras Bulba.

## Ekonomi
Myrhorods industri består av byggmaterialindustri och livsmedelsindustri. Staden är också känd för sina hantverkstraditioner, framför allt inom keramik.

## Bildgalleri

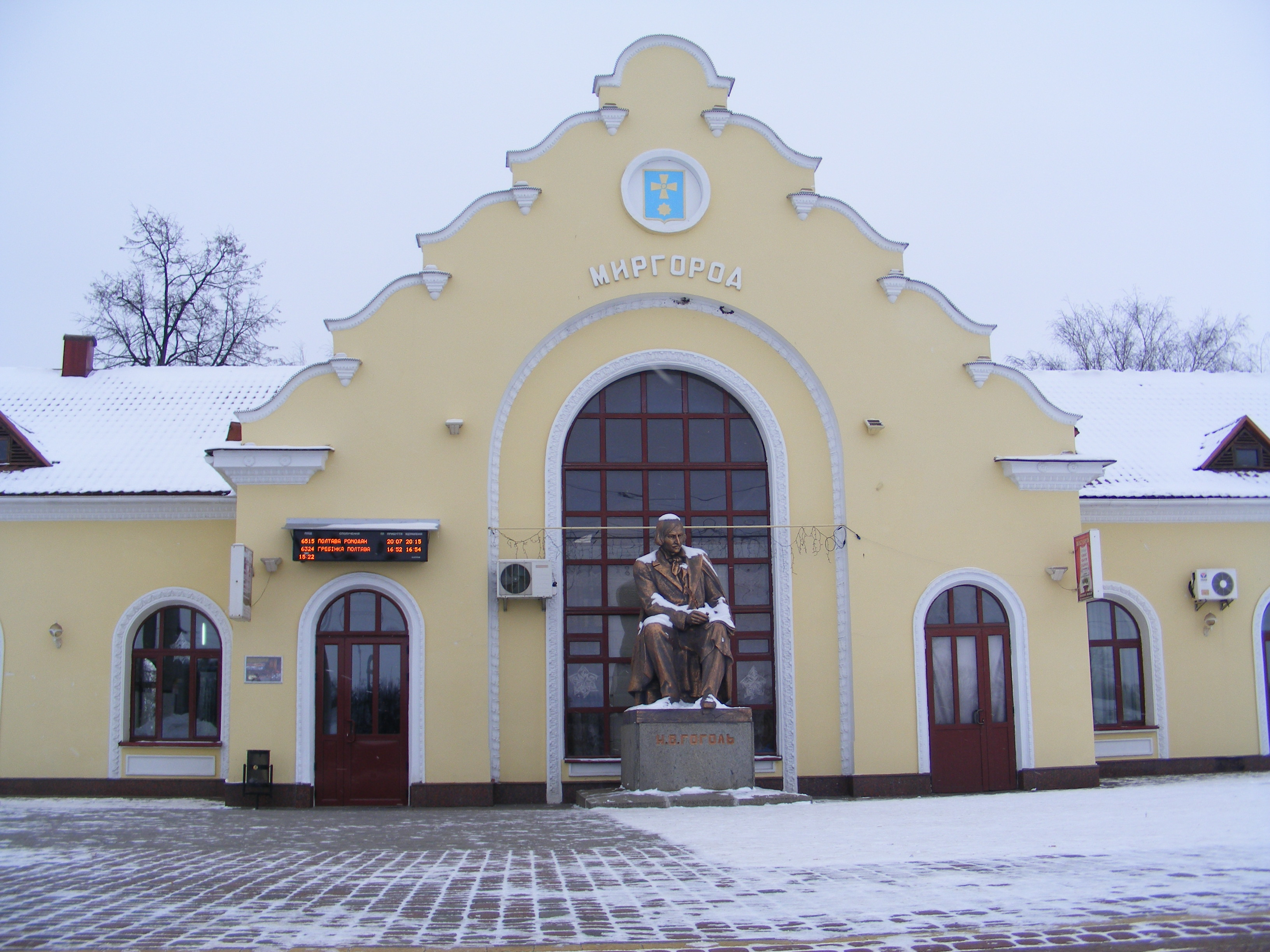
Järnvägsstationen.
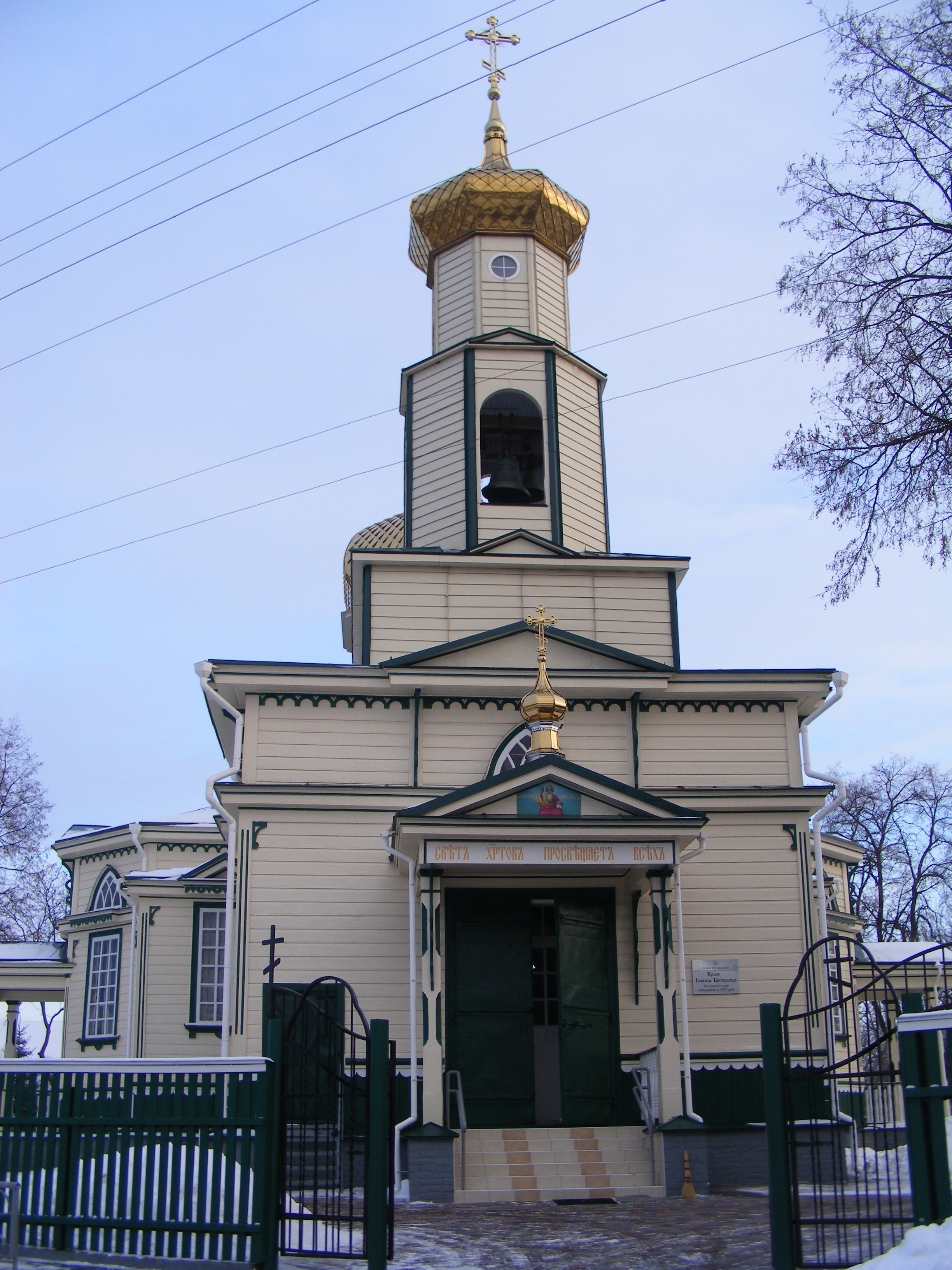
Sankt Johanneskyrkan.
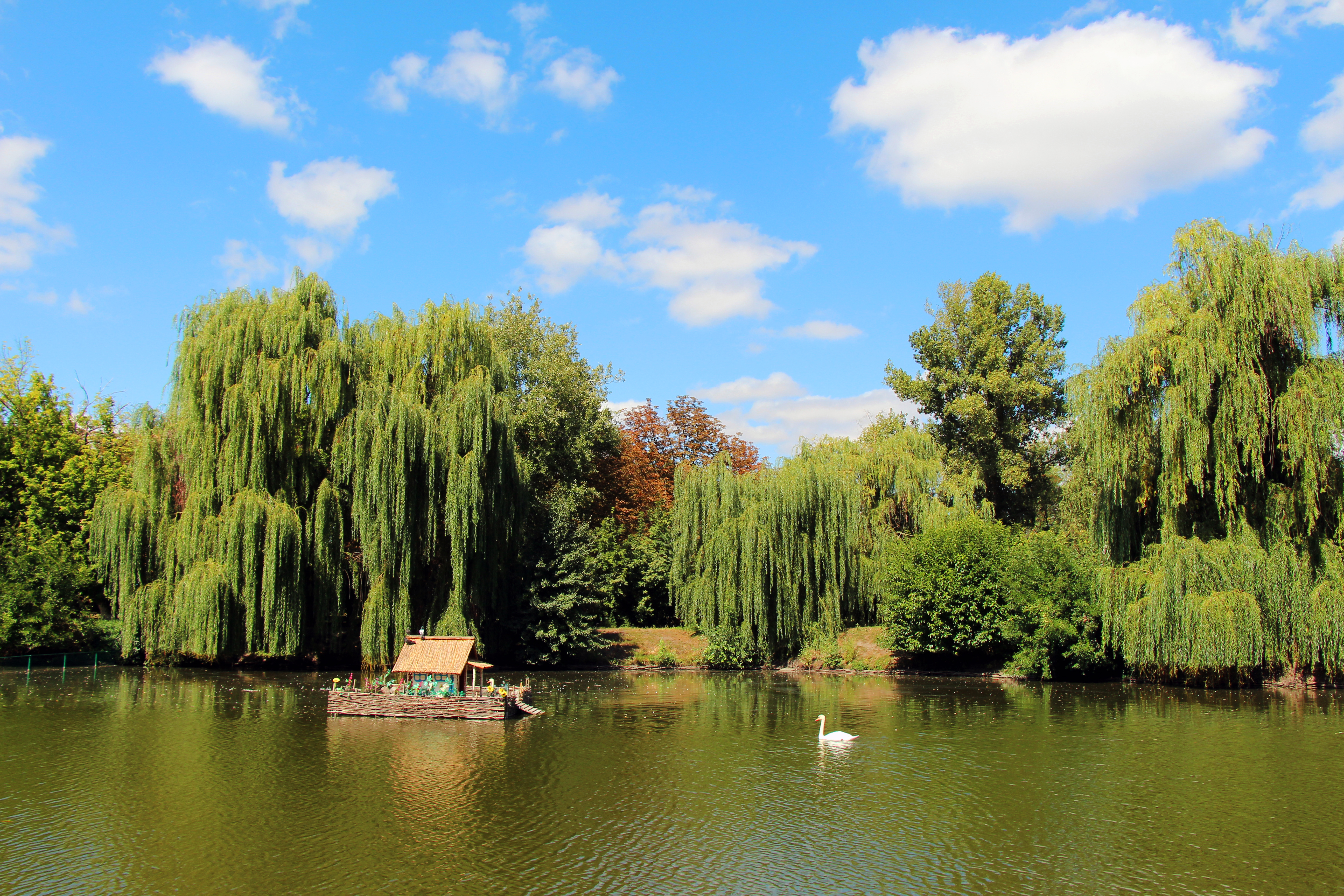
Park i Myrhorod.